# Volpeglino
Volpeglino (en el idioma piamontés Vulpièj o Vulpejin) es una comuna de la provincia de Alessandria sobre la costa izquierda de la parte baja del río Curone.
La fiesta patronal se celebra el primer domingo de septiembre, en honor de Maria Bambina. La iglesia parroquial, dedicada a los Cosme y Damián (mártires), fue construida para reemplazar la antigua iglesia parroquial, dedicada a San Damiano, de la cual solo quedan pocos rastros de su estructura.
El feudo de Guidobono en el siglo XII entró en bajo la órbita de Tortona. Liberando al pueblo en 1245, que quedó bajo el gobierno de Visconti, quien posteriormente lo cedió en feudo a Guidobono Cavalchini. En 1928 Volpeglino fue agregado al municipio de Volpedo y se volvió a separar en 1947.

## Economía
Principalmente Volpeglino es un pueblo agrícola, especializado en el cultivo de vides para la producción de vinos y el cultivo de fresas, y además , es famosos junto con Volpedo por su cultivo intensivo de duraznos, gracias a la contribución de Antonio Guidobono a partir de 1911.

## Evolución demográfica
| Gráfica de evolución demográfica de Volpeglino entre 1861 y 2001 |
|                                                                  |
| Fuente ISTAT - Gráfica elaborada por Wikipedia                   |